# Рогоз узколистный
Рого́з узколи́стный (лат. Týpha angustifólia) — многолетнее водное и болотное травянистое растение, вид рода Рогоз.
Вид полиморфный; гибридизирует с рогозом широколистным, с которым нередко произрастает совместно, образуя рогоз сизый (Typha ×glauca Godr.).

## Ботаническое описание
Корневище ветвистое ползучее, до 3 и более см в диаметре и до 1,5 м длиной.
Стебель обычно до 1,8 м высотой, но иногда достигает 4—4,5 м.
Листья двурядные, размещённые в нижней трети стебля; листовые пластинки линейные, обычно выше соцветия, от 4 до 6 мм шириной (у рогоза широколистного более широкие), плоские, тёмно-зелёные.
Цветки однополые, очень мелкие, с околоцветником из тонких волосков. Соцветие — головчатый длинноцилиндрический початок, состоит из двух частей; верхушечная часть тычиночная; пестичная часть длиной от 10 до 20 см, бархатистая утолщённая тёмно-коричневая, отстоит от тычиночной на 3—8 см (у рогоза широколистного тычиночная и пестичная части обыкновенно соприкасаются друг с другом). В мужском цветке три тычинки, в женском один пестик, сидящий на ножке, вместо долей околоцветника волоски. Пестичный цветок около 10 см длиной, с прицветничком. Рыльца линейные, после цветения опадающие. Цветение в европейской части России в июне.
Плодоношение в европейской части России в июле — августе. При плодах (орешках) волоски околоцветника остаются и разрастаются. Семена на стебле иногда сохраняются до полугода.
Число хромосом: 2n = 30.
Размножается и распространяется преимущественно семенами.

## Распространение и экология
Рогоз узколистный широко распространён в тёплых и умеренных областях Евразии и Северной Америки, а также в Северной Африке и Австралии.
Поднимается до высоты 1900 м над уровнем моря.
Встречается во всех районах европейской части России, кроме арктических, и на большей части Сибири.
Растёт на мелководье, отмелях и по берегам водоёмов (причём наибольшее число генеративных побегов развивается при глубине водоёма 60—90 см), в кюветах, канавах, карьерах; нередко образует обширные заросли.
Растёт на довольно богатых, иногда солонцеватых почвах.

## Хозяйственное значение и применение
Корневище содержит около 15 % крахмала и 2 % белка и использовалось в пищу. На Кавказе из него делают муку или едят печёными. Молодые цветоносные побеги маринуют.
Отвар корней — народное средство от цинги.
Стебли и листья использовались для покрытия надворных построек, приготовления низкосортной бумаги и картона, для плетения матов, корзин, циновок, верёвок и другого.
Волокно листьев может служить для изготовления грубых упаковочных тканей, околоцветные щетинки — для получения целлюлозы, как теплоизоляционный материал, а также для набивки спасательных поясов и курток, так как они обладают высокой плавучестью.
Из стеблей с женскими початками делают трости.